# Oper Köln
Oper Köln is een operagebouw in de Duitse stad Keulen en tevens de naam van een operagezelschap, dat aan dit gebouw verbonden is. Het theater ligt aan de Offenbachplatz in de Keulse Altstadt. Het gebouw van architect Wilhelm Riphahn in wederopbouwstijl vormt een geheel met de naastgelegen schouwburg, Schauspiel Köln. Oper Köln is organisatorisch onderdeel van Bühnen der Stadt Köln. Vanwege omvangrijke bouwwerkzaamheden is het theater vanaf september 2013 gesloten en wordt een tijdelijke hal naast Köln Hauptbahnhof als alternatieve speellocatie benut (Oper am Dom).

## Geschiedenis

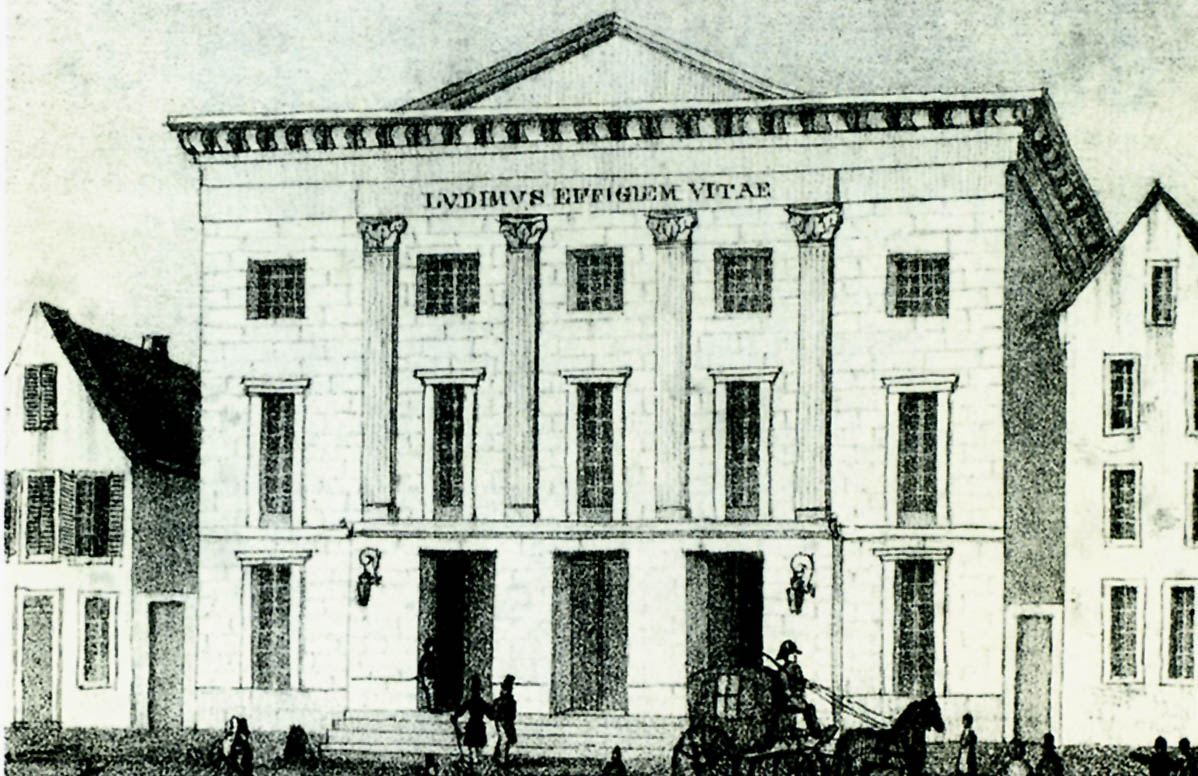
Het theater in de Komödienstraße in 1869, vlak voor de brand

### Voorgeschiedenis
De eerste schouwburg van Keulen opende in 1782 in de Schmierstraße, die daarna de naam Komödienstraße kreeg. In 1829 werd dit gebouw vervangen door nieuwbouw, maar deze ging bij een brand in 1869 verloren. In 1872 verrees aan de Glockengasse een nieuw theater. In al deze theaters werden alle vormen van theater gepresenteerd: tragedies, komedies, kleinkunst, opera, operette en ballet.
In 1902 werd een nieuw theater aan de Habsburgerring in gebruik genomen, een groot, neobarok gebouw met een inpandig restaurant en een tuinterras. Het door Carl Moritz ontworpen theater, dat 3,9 miljoen mark gekost had, beschikte over een zaal met 1800 stoelen. Hier vonden weldra de meeste opera- en balletopvoeringen plaats; het oude theater aan de Glockengasse bleef het voornaamste toneelpodium en presenteerde daarnaast ook andere vormen van theater. Pas vanaf 1906 werden deze functies gescheiden en sprak men van Opernhaus en Schauspielhaus. Directeur van beide instellingen werd Julius Hofmann.

### Eerste opera
De technische uitrusting van de Keulse opera stond begin 20e eeuw op een hoogstaand niveau, waardoor voor die tijd technisch verbluffende operauitvoeringen mogelijk waren. Geroemd werd ook de zaalakoestiek. De oude Keulse opera was voor een aantal kunstenaars een springplank, zoals de zangers Peter Anders en Claire Dux en de dirigent Otto Klemperer. Een andere dirigent, Richard Strauss, was er een graag geziene gast.
Het gebouw werd in de Tweede Wereldoorlog weliswaar zwaar beschadigd, maar deed na de oorlog nog jarenlang dienst als oefenstudio en administratief gebouw. Mogelijk had het nog gerestaureerd kunnen worden, maar in 1958 werd de oude opera afgebroken. Op deze plek verrees een kantoorgebouw, later een hotel.

### Tweede opera

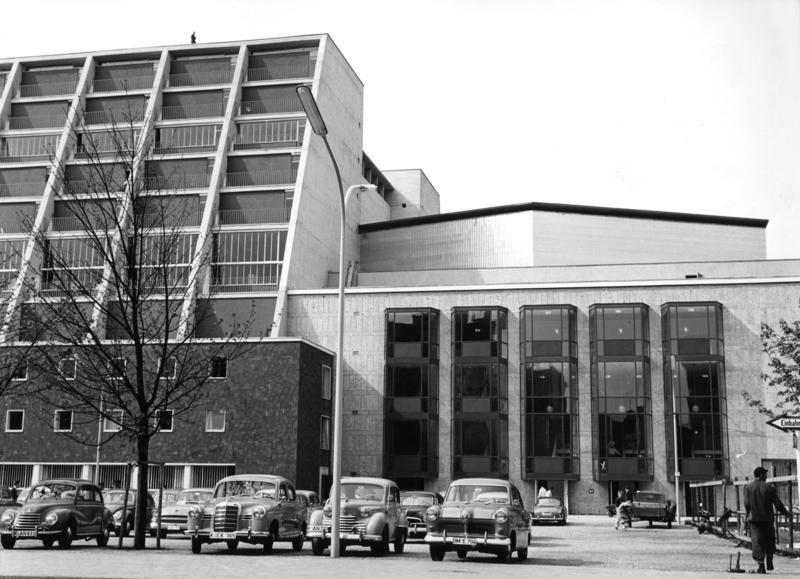
De nieuwe opera in 1957

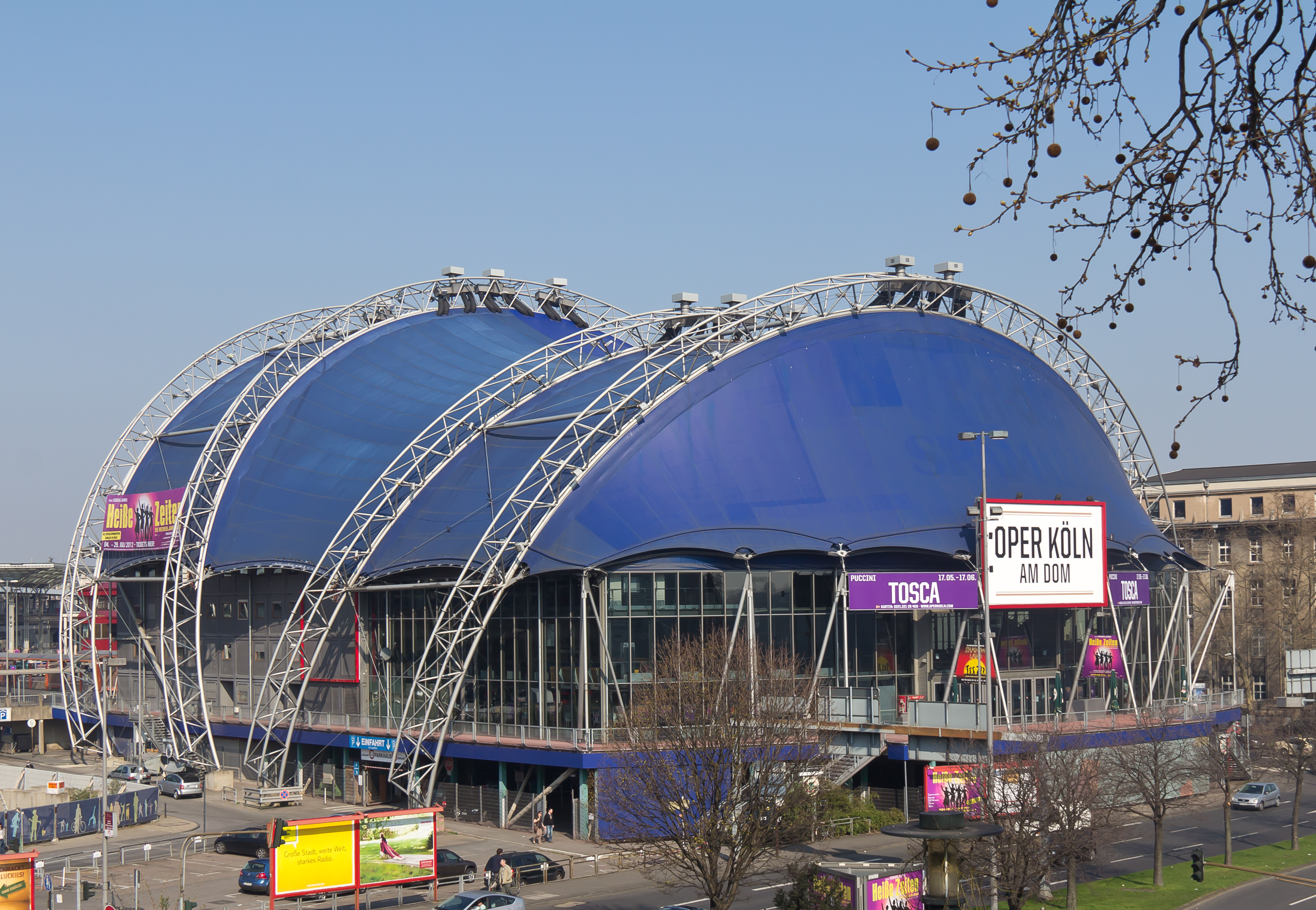
Tijdelijke zaal Oper am Dom, 2014

In 1957 kon de nieuwe opera aan de Offenbachplatz van architect Wilhelm Riphahn worden betrokken, waar de eerste jaren ook andere vormen van theater werden gepresenteerd, tot in 1962 de schouwburg gereed was. De openingsvoorstelling op 8 mei 1957 vond plaats in aanwezigheid van bondskanselier en oud-burgemeester van Keulen Konrad Adenauer. In juli van hetzelfde jaar zong Maria Callas er.
In 1961 werd Opernstudio Köln opgericht, de eerste operastudio in het Duitstalige gebied, waar getalenteerde zangers de kans kregen onder professionele leiding podiumervaring op te doen. In 1996 werd de Kinderoper opgericht, de eerste in Europa.
In de opera van Keulen hebben enkele belangrijke wereldpremières plaatsgevonden, onder andere Bluthochzeit (1957) van Wolfgang Fortner, Die Soldaten (1965) von Bernd Alois Zimmermann en Love and Other Demons (2010) van Péter Eötvös. Van 1975 tot 1995 was Michael Hampe intendant (artistiek leider) en regisseur van de opera van Keulen.

## Oper Köln tegenwoordig
Vanaf 1995 was Uwe Eric Laufenberg intendant van de Keulse opera. Hij werd in 2012 opgevolgd door Birgit Meyer. Zakelijk directeur is Patrick Wasserbauer. Chef-dirigent was van 2002 tot 2015 Markus Stenz. Een hoogtepunt in de recente geschiedenis was de tournee naar China die Oper Köln in 2010 maakte. Tijdens Expo 2010 werd in het Duitse paviljoen in Shanghai tweemaal de complete Der Ring des Nibelungen in een enscenering van Robert Carsen opgevoerd, terwijl in het nieuwe operagebouw van Peking, het Nationaal Centrum voor Uitvoerende Kunsten, driemaal Mozarts Don Giovanni ten gehore werd gebracht.

## Beschrijving gebouw en tijdelijke huisvesting
In 1953 won de Keulse architect Wilhelm Riphahn een prijsvraag voor het ontwerp van het nieuwe opera-schouwburgcomplex. Op verzoek van betrokkenen corrigeerde Riphahn het oorspronkelijke ontwerp van de twee 35 m hoge toneeltorens, waardoor deze thans hun kenmerkende schuin aflopende vorm hebben en voor meer lichttoetreding zorgen. De betonnen toneeltorens met aan de buitenkant terrasgewijs oplopende vensters omsluiten de kubusvorm van het hoofdpodium van de opera. Het geheel is gepositioneerd op een drie verdiepingen hoge onderbouw, bekleed met rode klinkers. Het iets eerder gebouwde Schauspielhaus sluit als een rechthoekig volume op deze onderbouw aan. De Keulse opera kon met 1346 stoelen tot de grotere operahuizen in Europa gerekend worden.
Begin 21e eeuw waren er plannen om het Schauspielhaus en Oper Köln te slopen en te vervangen door nieuwbouw. Vanwege de kosten werd hier in 2010 definitief van afgezien, ook omdat het gebouw inmiddels onder Denkmalschutz (bescherming als monument) stond. Besloten werd beide gebouwen te renoveren. Met ingang van het seizoen 2012-'13 betrok Oper Köln een tijdelijke hal in de nabijheid van de Dom, Oper am Dom genoemd, waar 1660 toeschouwers verwelkomd kunnen worden. Bij het bouwterrein verscheen een infobox, waar de voortgang van het bouwproject gevolgd kan worden. De opleveringsdatum van het vernieuwde gebouw is al diverse keren uitgesteld. Anno 2024 zijn de bouwkosten tot boven een miljard euro gestegen.

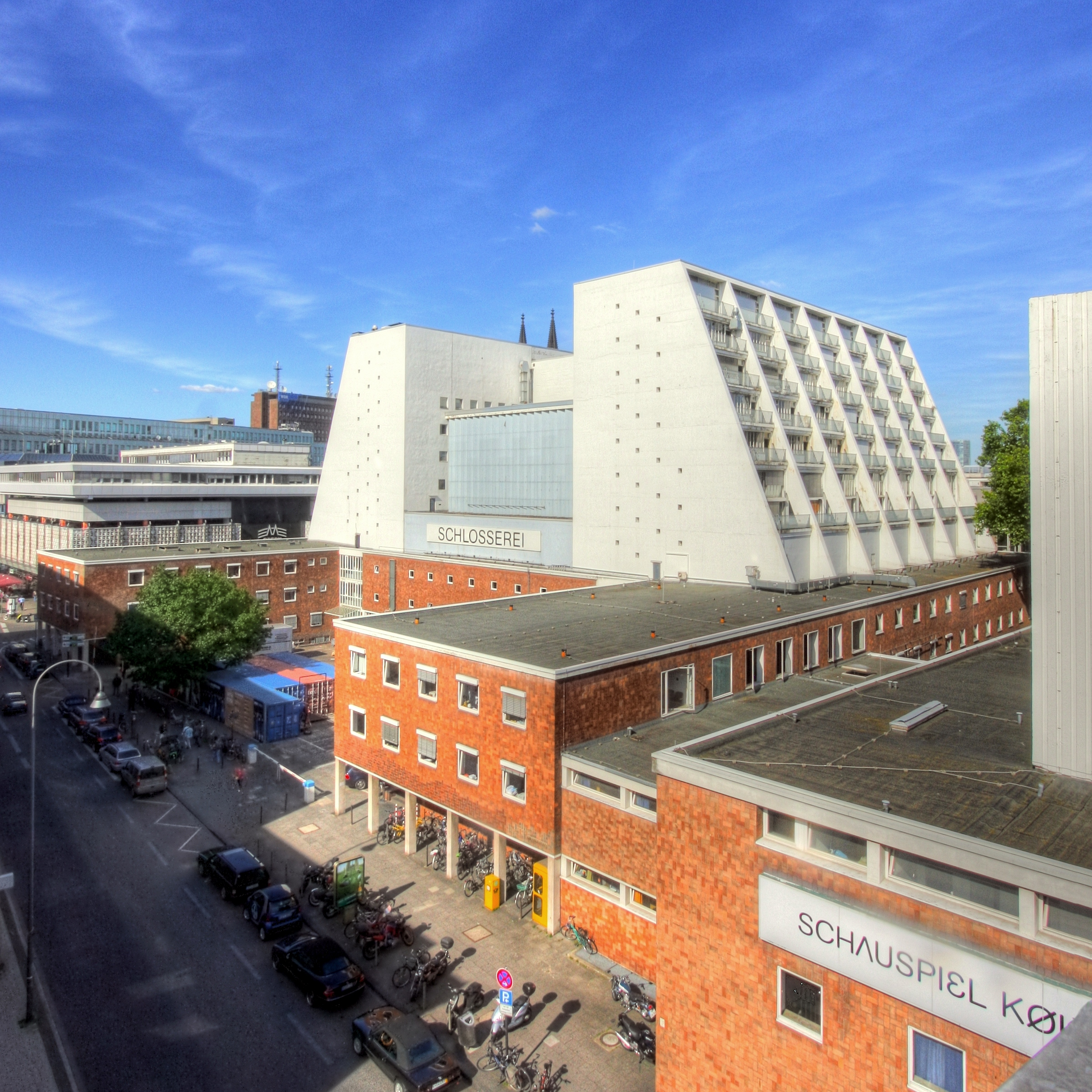
Overzicht gebouwencomplex
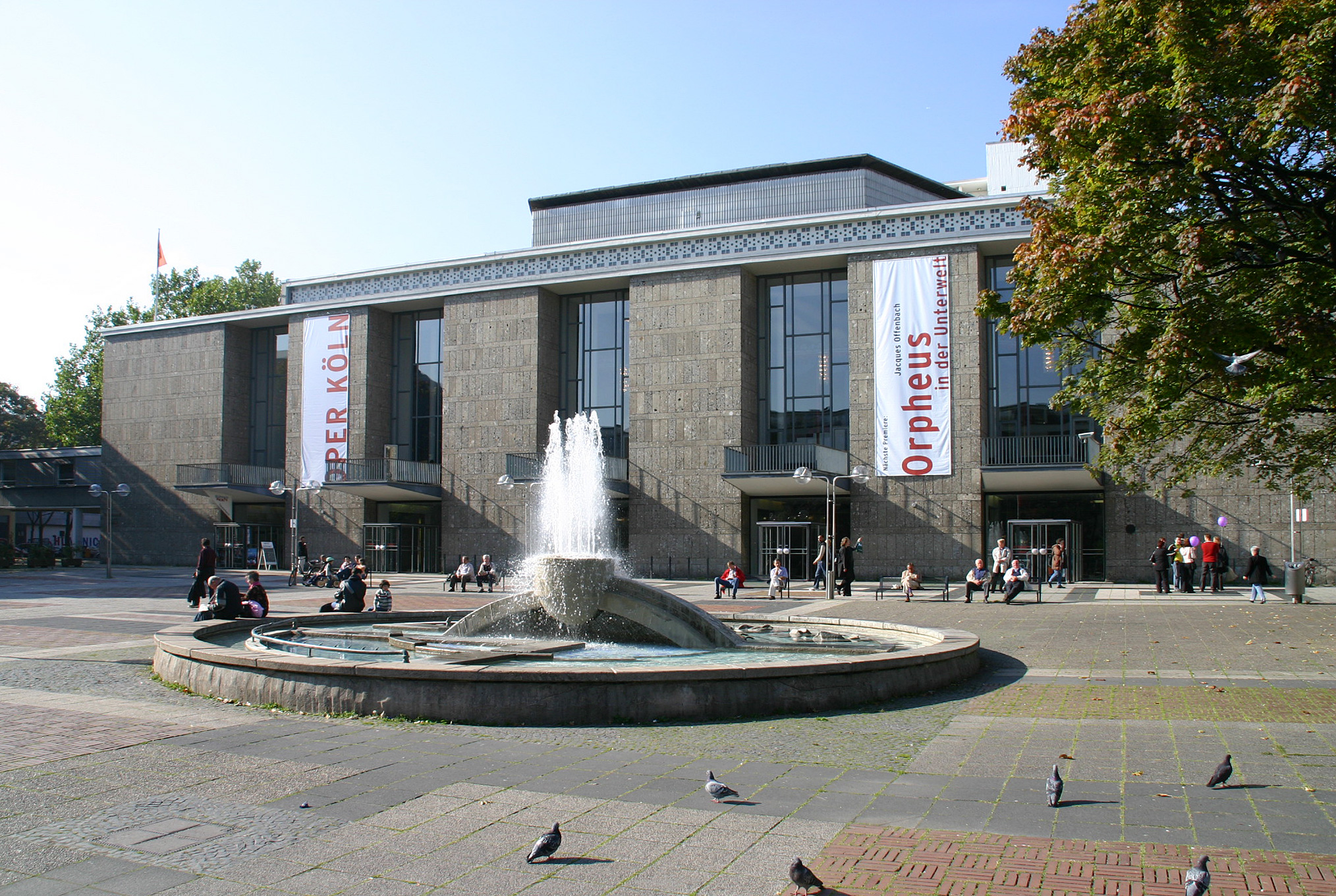
Façade opera
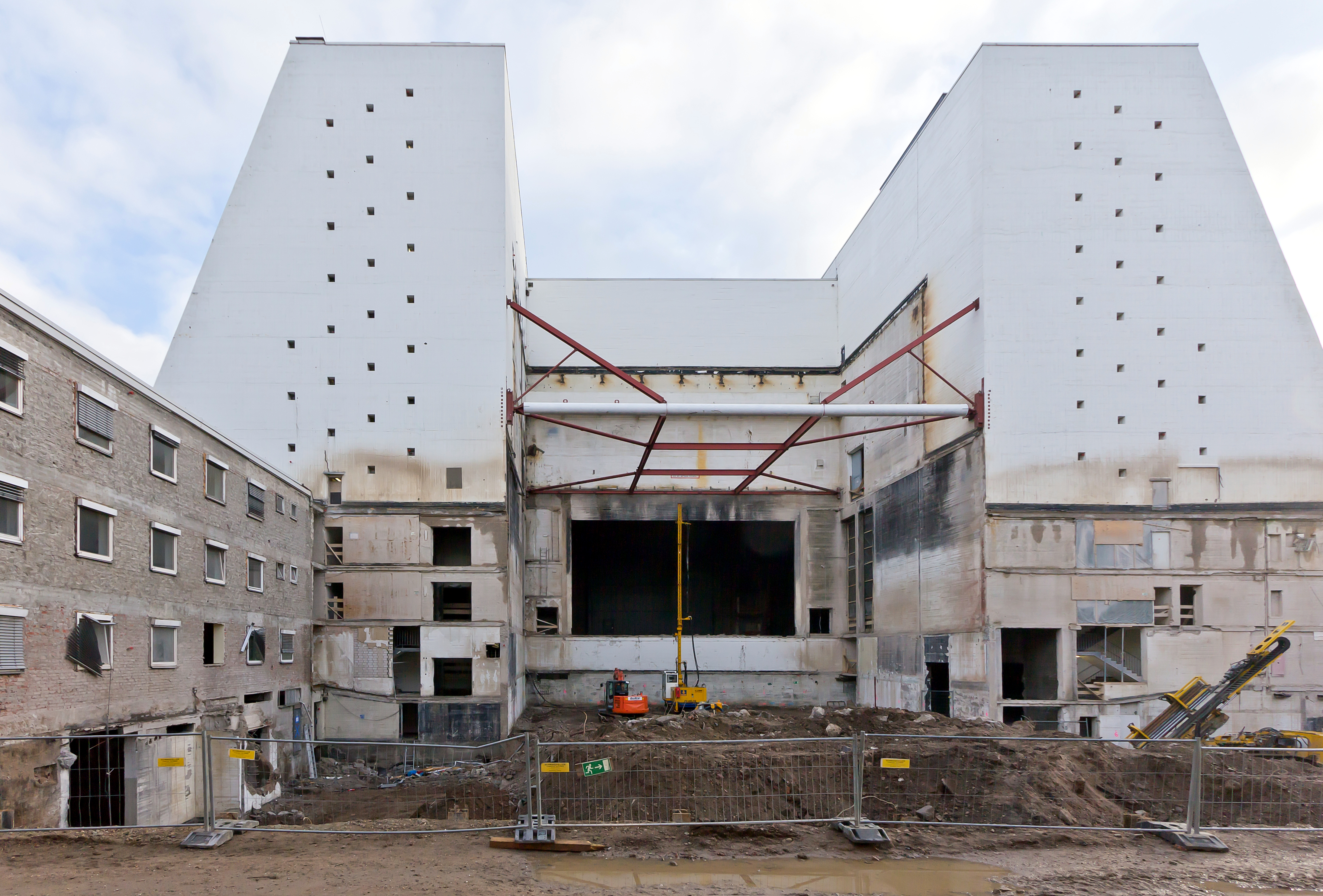
Verbouwingswerkzaamheden, 2012
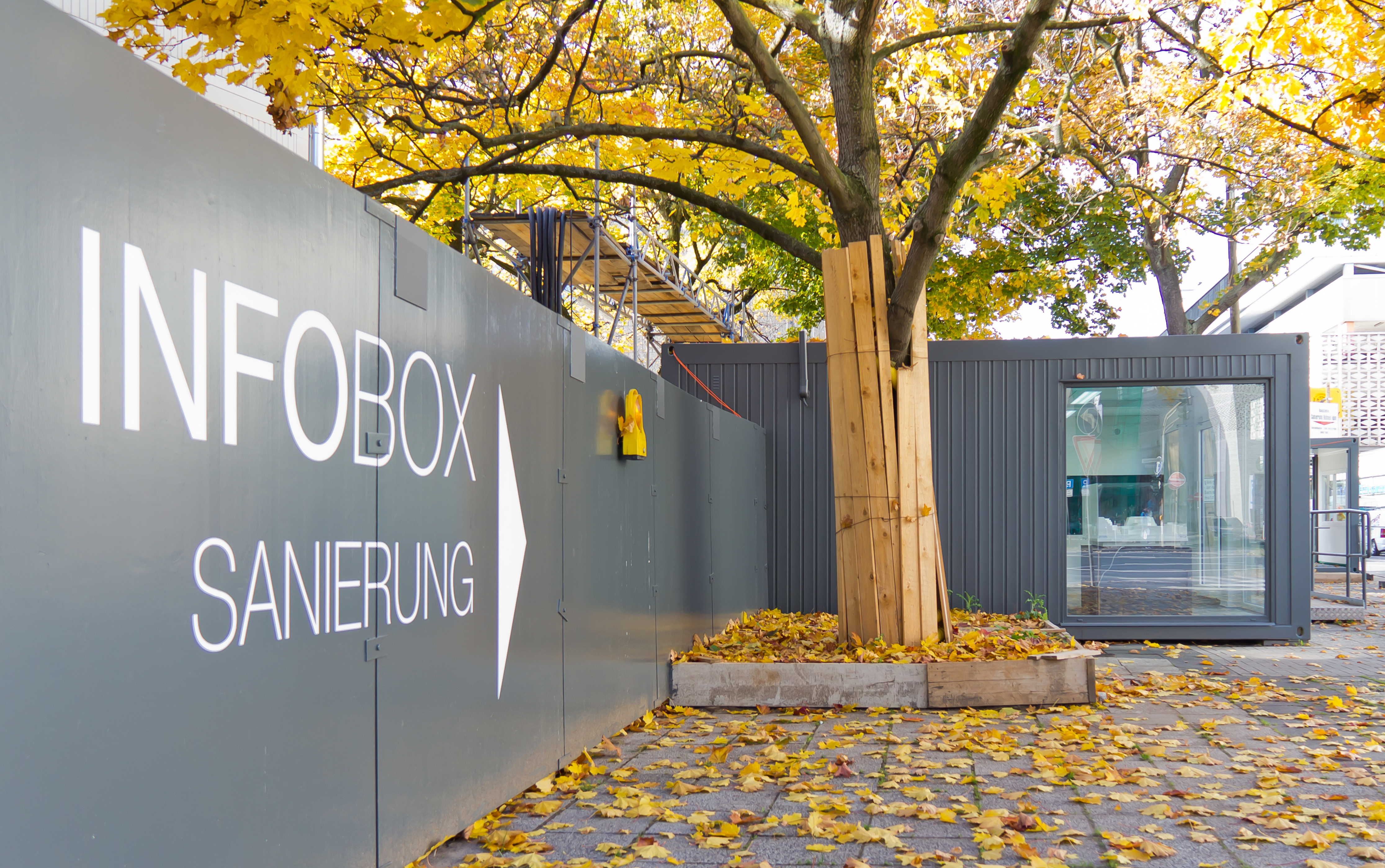
Infobox verbouwing, 2013
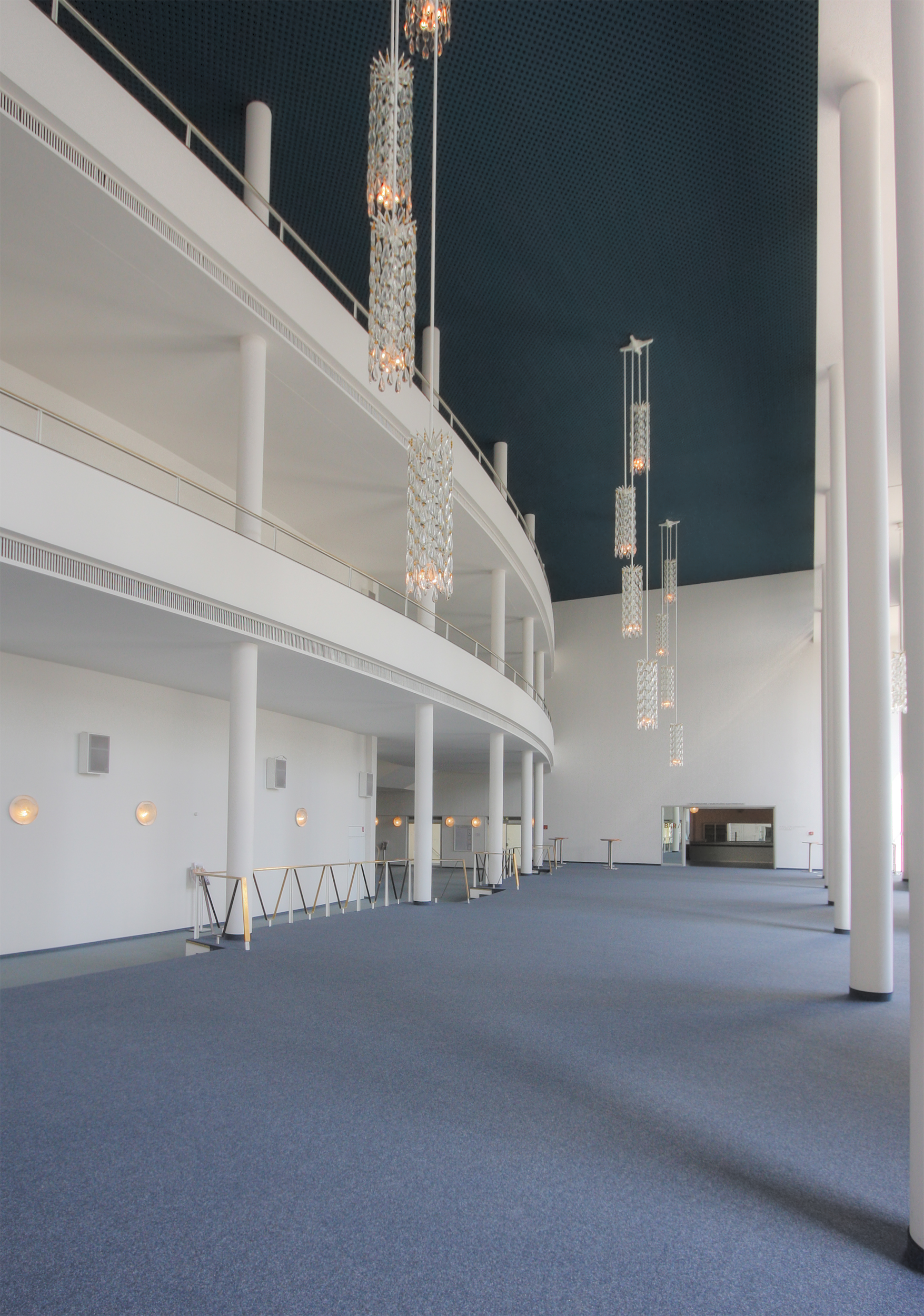
Foyer
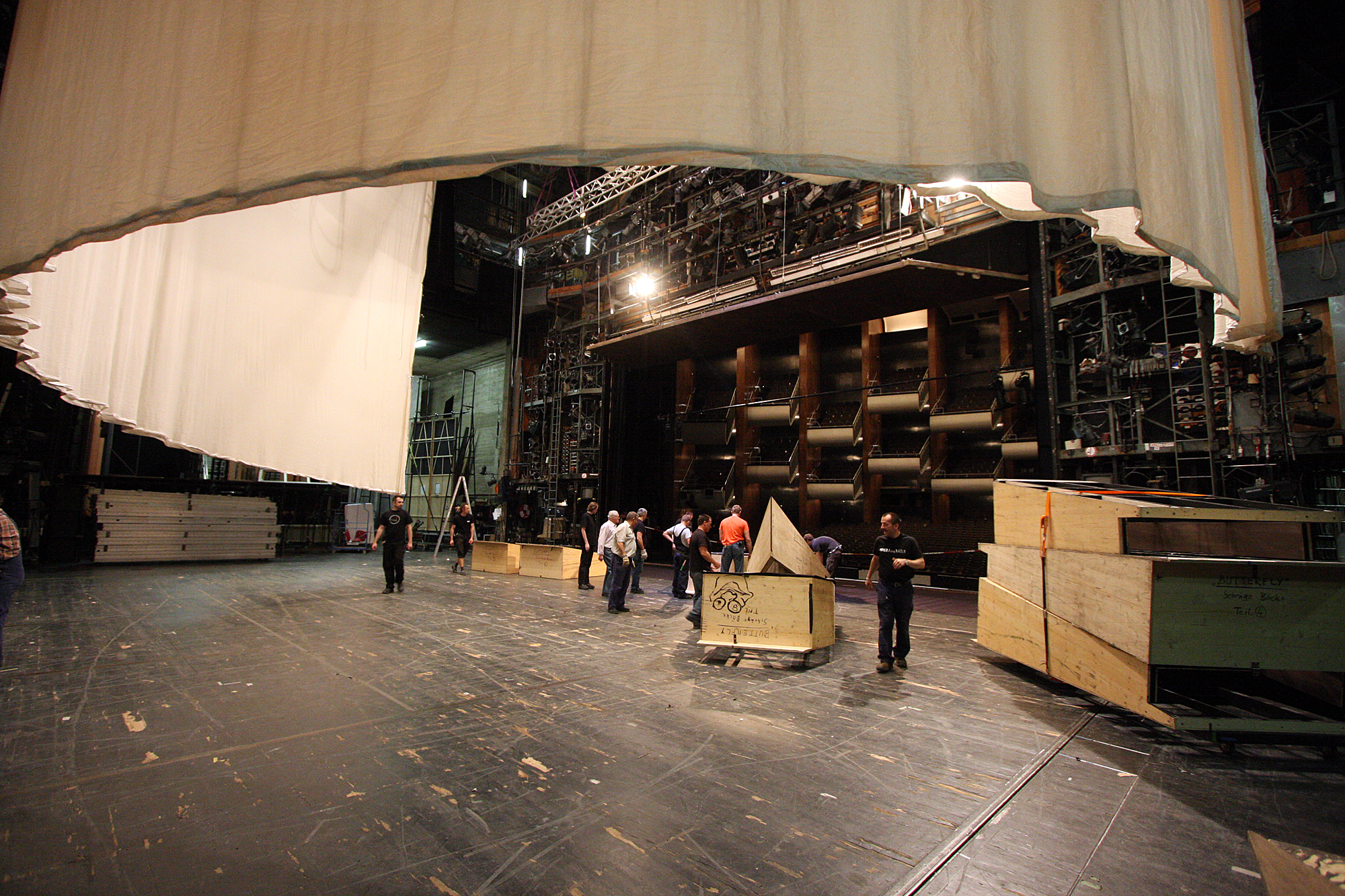
Technische installaties